# Herramienta neumática

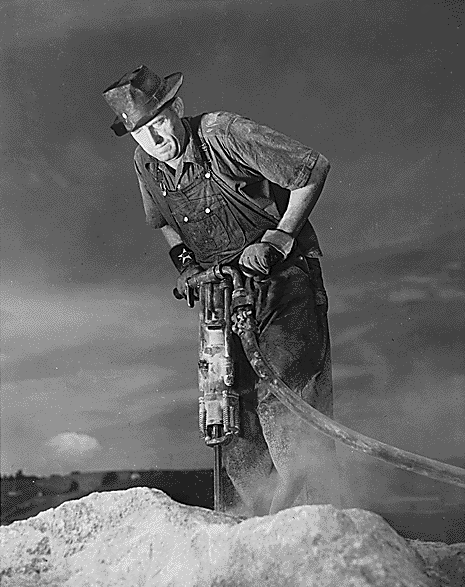
Perforando en la roca un agujero para colocar explosivos con un martillo neumático.

Una herramienta neumática, herramienta accionada con aire o herramienta accionada neumáticamente es un tipo de herramienta actuada por potencia no humana, accionada por aire comprimido provisto por un compresor de aire. Las herramientas neumáticas también pueden ser accionadas por dióxido de carbono comprimido (CO2) almacenado en pequeños cilindros que facilitan su portabilidad.
La mayoría de las herramientas neumáticas en su funcionamiento convierten la presión del aire comprimido utilizando un motor neumático. Comparadas con las herramientas actuadas eléctricas equivalentes, las herramientas neumáticas son más seguras de operar y mantener, sin riesgo de chispas, corto circuitos o electrocución, y poseen una mayor relación potencia a peso, lo que les permite ser más livianas para realizar la misma tarea que una herramienta eléctrica equivalente. Además, es menos probable se autodestruyan en caso de que la herramienta se trabe o reciba una potencia excesiva.
Las herramientas neumáticas de tipo general con una duración estimada corta por lo general son económicas y se las considera  “herramientas desechables”, mientras que las herramientas neumáticas de tipo industrial con una duración estimada larga son más costosas. Por lo general, las herramientas neumáticas son más económicas que sus equivalentes eléctricas. Sin embargo aun así se requiere una lubricación frecuente de las mismas.
La mayoría de las herramientas neumáticas funcionan con una alimentación de aire comprimido con presión entre 4 to 6 bar.

## Ventajas y desventajas
Las herramientas neumáticas tienen varias ventajas que han contribuido a su popularidad. Las ventajas de utilizar herramientas accionadas por aire comprimido son:
- Económicas
- Seguras de usar
- Fáciles de operar
- Portátiles
- Baja tasa de robo

La desventaja principal de las herramientas neumáticas es la dependencia de tener un suministro de aire asegurado provisto por un compresor de aire, el cual puede ser costoso. Las herramientas neumáticas también requieren tener un mantenimiento adecuado y ser aceitadas con regularidad. La falta de mantenimiento puede conducir a su deterioro, a causa de la acumulación de aceite en mal estado y agua.

## Términos técnicos asociados
Las herramientas neumáticas se caracterizan por varias magnitudes: Velocidad libre (rpm), Presión de aire (psi/bar), Consumo de aire (cfm/scfm o m3/min), Potencia (kWatt), y tamaño del eje. Cada herramienta tiene sus propios requerimientos específicos los cuales determinan su compatibilidad con los sistemas de suministro de aire comprimido.
El caudal o caudal de aire, relacionado con el consumo de aire en las herramientas neumáticas, es la cantidad de aire comprimido que atraviesa una determinada sección por unidad de tiempo. Es expresada en l/min, m³, en el valor equivalente de aire libre en condiciones de presión de referencia estándar (SRA). Por ejemplo: +20 °C, 65% de humedad relativa, 1013 mbar, de acuerdo a las normas NFE.

## Tipos de herramientas neumáticas
Existen muchas formas y tipos de herramientas neumáticos según su función, diseño y tamaño.
Los tipos de herramientas neumáticas más comunes son:
- Trinquete de aire
- Aerógrafo
- Martillo de forja
- Hincador de pilotes
- Amoladora angular[6]
- Apisadora de tierra[6]
- Llave de impacto[6]
- Clavadora
- Martillo neumático[6]
- Cincel neumático[4]
- Taladro neumático[4]
- Gato neumático
- Vibradora neumática de pinturas[7]
- Remachadora neumática[4]
- Lijadora[6]
- Arenadora
- Cortadora
- Pistola spray
- Martillo remachador
- Aguja descamadora

## Marcas populares
La siguiente es una lista de empresas fabricantes de herramientas neumáticas:
- Chicago Pneumatic
- Kirloskar Pneumatic
- AIMCO
- AIRCAT
- Apex Tool Group
- Atlas Copco
- ZIPP GROUP
- Campbell Hausfeld
- 3M
- China Pneumatic
- Compair Broomwade Ltd
- Craftsman
- DeVilbiss Air Power Company
- Festo
- Husky (tools)
- Ingersoll-Rand
- JET
- Kobalt (tools)
- Mac Tools
- Master Palm
- Makita
- Matco Tools
- Osaka
- Patco Air Tools
- Porter-Cable
- RAD Torque Systems
- Snap-on
- ZIPP TOOL
- Katashi
- SUMAKE
- Nex Flow
- Universal Tool